# Sunset (Florida)
Sunset és una concentració de població designada pel cens dels Estats Units a l'estat de Florida. Segons el cens del 2000 tenia 17.150 habitants.

## Demografia
Segons el cens del 2000, Sunset tenia 17.150 habitants, 5.488 habitatges, i 4.505 famílies. La densitat de població era de 1.860 habitants/km².
Dels 5.488 habitatges en un 36,8% hi vivien nens de menys de 18 anys, en un 63,9% hi vivien parelles casades, en un 14% dones solteres, i en un 17,9% no eren unitats familiars. En el 12,7% dels habitatges hi vivien persones soles el 4,3% de les quals corresponia a persones de 65 anys o més que vivien soles. El nombre mitjà de persones vivint en cada habitatge era de 3,1 i el nombre mitjà de persones que vivien en cada família era de 3,38.
Per edats la població es repartia de la següent manera: un 23,3% tenia menys de 18 anys, un 9% entre 18 i 24, un 29,6% entre 25 i 44, un 24,6% de 45 a 60 i un 13,5% 65 anys o més.
L'edat mediana era de 38 anys. Per cada 100 dones de 18 o més anys hi havia 86,4 homes.
La renda mediana per habitatge era de 58.903 $ i la renda mediana per família de 66.422 $. Els homes tenien una renda mediana de 39.893 $ mentre que les dones 31.234 $. La renda per capita de la població era de 23.735 $. Entorn del 5,4% de les famílies i el 7,1% de la població estaven per davall del llindar de pobresa.

## Poblacions més properes
El següent diagrama mostra les poblacions més properes.